# Thesium asperifolium
Thesium asperifolium är en sandelträdsväxtart som beskrevs av A. W. Hil. Thesium asperifolium ingår i släktet spindelörter, och familjen sandelträdsväxter. Inga underarter finns listade i Catalogue of Life.